# Arttu Lappi
Arttu Ville Eemeli Lappi (* 11. Mai 1984 in Kuopio) ist ein ehemaliger finnischer Skispringer. Er startete für den Verein seiner Geburtsstadt, den Puijon Hiihtoseura. Neben dem Skispringen studierte er Jura an der Lappland-Universität in Rovaniemi.

## Werdegang
Mit dem Skispringen begann der Finne im März 1995 im Alter von zehn Jahren. Von 1997 bis 2000 gehörte er dem Hopeasompa-Team des finnischen Skiverbands an, einer speziellen Fördergruppe für junge Skisprung-Talente im Alter zwischen 12 und 16 Jahren.
Sein Debüt im Continental Cup gab er am 17. November 2001 in Kuusamo, wo er mit einem 27. Rang auch sofort Punkte einfahren konnte. In der gleichen Saison holte er zudem seinen ersten Sieg im Continental Cup, als er am 24. Februar 2002 den Wettkampf von der Großschanze im US-amerikanischen Iron Mountain für sich entscheiden konnte. Einen Monat zuvor hatte er bereits gemeinsam mit Janne Happonen, Harri Olli und Akseli Kokkonen den Mannschafts-Juniorenweltmeistertitel bei den Wettkämpfen in Schonach im Schwarzwald geholt, während er im Einzel nur 44. wurde.
Auch sein Weltcupdebüt gab der Finne in der Saison 2001/2002 in Lahti. Bei seinem Einstand erreichte er mit Platz acht sofort einen Rang in den Top Ten. Mit weiteren guten Ergebnissen im restlichen Saisonverlauf empfahl er sich für einen Startplatz in der Weltcupmannschaft der Saison 2002/2003, in der er auch bei der Nordischen Ski-WM 2003 im italienischen Val di Fiemme startete und mit seinen Mannschaftskollegen Janne Ahonen, Matti Hautamäki und Tami Kiuru Mannschafts-Weltmeister wurde. In den Einzelwettbewerben wurde er Sechster von der Normal- und Zwölfter von der Großschanze.
In der folgenden Saison verlor er nach schwachen Leistungen seinen Platz im A-Team und startete fortan wieder im Continental-Cup, bis ihn ein Bruch des rechten Knöchels 2005 vollkommen außer Gefecht setzte. Im November 2005 wurde er dann über die Nationale Gruppe in Kuusamo wieder im Weltcup eingesetzt, sprang die Saison jedoch überwiegend im Continental-Cup. Erst in der Saison 2006/2007 schaffte er den Sprung zurück ins Weltcup-Team und gewann unerwartet den wegen Schneefalls in einem Durchgang durchgeführten Wettkampf am 24. November 2006 in Kuusamo. Insgesamt war diese Saison mit einem sechsten Gesamtrang bei der Vierschanzentournee und einem 15. Platz im Gesamtweltcup seine bisher erfolgreichste. Zudem stellte er beim Skifliegen im norwegischen Vikersund mit 204 Metern seine persönliche Bestweite auf. Bei den Weltmeisterschaften 2007 verpasste er mit der finnischen Mannschaft als Vierter nur knapp eine Medaille. In den Einzelwettbewerben wurde er Elfter von der Groß- und 22. von der Normalschanze.
Auch in der Saison 2007/2008 wurde Lappi im Weltcupteam eingesetzt, jedoch nicht mehr regelmäßig. Zur Saison 2008/2009 wurde er wegen mangelnder Leistungen erneut aus dem Weltcupteam genommen.
Im Februar 2009 zog sich der Finne erneut eine schwerere Verletzung zu. Bei einer missglückten Landung beim Training in Rovaniemi zog er sich eine Bänderverletzung im rechten Knie zu. Im März wurde er im Krankenhaus Joensuu operiert und bekam eine fünfmonatige Pause vom Skispringen verordnet. Im April 2010 beendete er seine Karriere. Anschließend wurde er in den Verwaltungsrat für Wachstum und Entwicklung in Finnland gewählt. Außerdem ist er in Helsinki als Anwalt tätig.

## Erfolge

### Weltcupsiege im Einzel
| Nr. | Datum             | Ort     | Typ         |
| --- | ----------------- | ------- | ----------- |
| 1.  | 24. November 2006 | Kuusamo | Großschanze |

### Continental-Cup-Siege im Einzel
| Nr. | Datum            | Ort           | Typ         |
| --- | ---------------- | ------------- | ----------- |
| 1.  | 24. Februar 2002 | Iron Mountain | Großschanze |

## Statistik

### Weltcup-Platzierungen
| Saison  | Platz | Punkte |
| ------- | ----- | ------ |
| 2001/02 | 48.   | 051    |
| 2002/03 | 24.   | 241    |
| 2006/07 | 15.   | 466    |
| 2007/08 | 52.   | 027    |

### Grand-Prix-Platzierungen
| Saison | Platz | Punkte |
| ------ | ----- | ------ |
| 2002   | 28.   | 037    |
| 2003   | 57.   | 002    |
| 2005   | 54.   | 011    |
| 2007   | 60.   | 022    |